# 2005 YU128
2005 YU128 – planetoida należąca do grupy Atena i obiektów NEO.

## Odkrycie
Asteroida została odkryta 31 grudnia 2005 roku w programie FMO Spacewatch przez Rafała Konkola. Nazwa planetoidy jest oznaczeniem tymczasowym, nie posiada też jeszcze oficjalnej numeracji. W momencie odkrycia obiekt poruszał się z prędkością 8 stopni na dzień, został też zaobserwowany przez inne obserwatorium astronomiczne. Jest to 5 w kolejności planetoida odkryta z udziałem Polaków w programie FMO. 
Udział internautów w kampanii polega na przeglądaniu zdjęć udostępnianych w programie Fast Moving Objects oraz wyszukiwaniu obiektów, które mogą być planetoidami poprzez analizę zdjęć.

## Orbita
2005 YU128 okrąża Słońce w ciągu 247 dni i 13 godzin w średniej odległości 0,77 j.a. Nachylenie jej orbity względem ekliptyki to 7,75°, a mimośród jej orbity wynosi 0,32.